# 久里曹·约瑟夫
久里曹·约瑟夫（匈牙利語：Gyuricza József，1934年1月16日—2020年3月11日），匈牙利男子击剑运动员。他曾获得世界击剑锦标赛男子花剑个人冠军。他也参加了1956年、1960年和1964年三届夏季奥运会，其中在1956年夏季奥运会获得男子花剑团体铜牌。